# كفر يوسف سلامة
قرية كفر يوسف سلامة هي إحدى القرى التابعة لمركز الزقازيق في محافظة الشرقية في جمهورية مصر العربية. حسب إحصاءات سنة 2006، بلغ إجمالي السكان في كفر يوسف سلامة 4856 نسمة، منهم 2586 رجل و2270 امرأة.